# شعوب فنلندية أوغرية

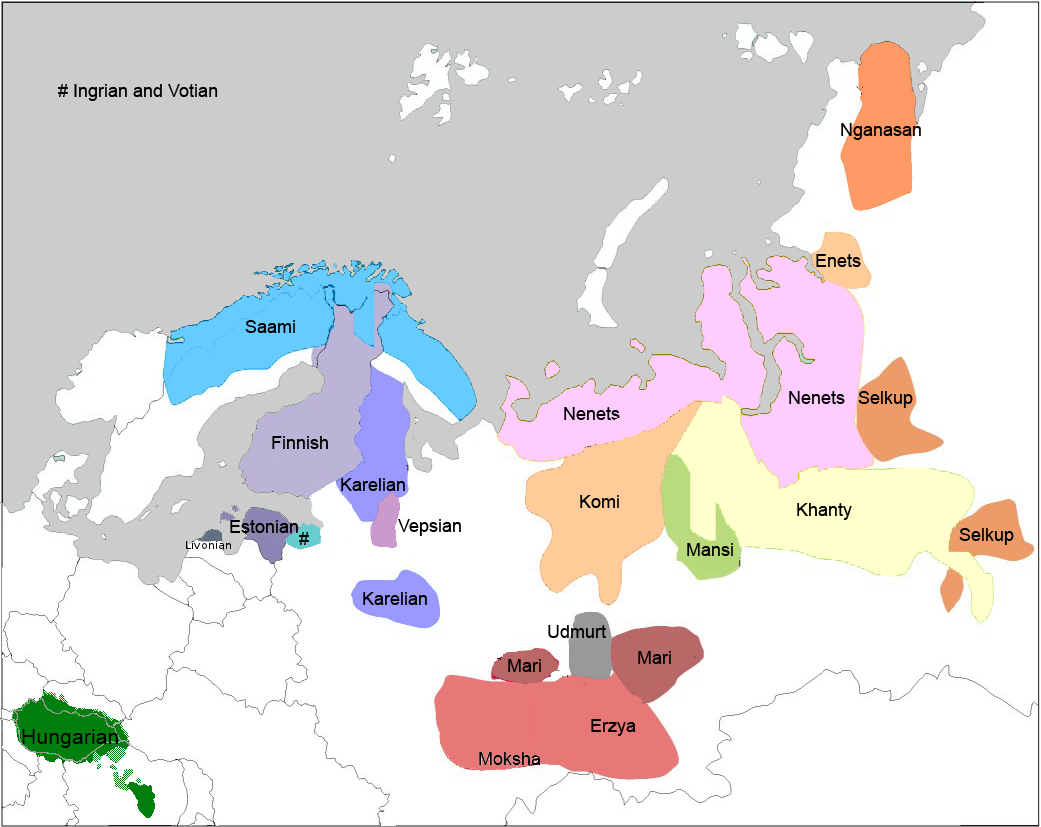

الشعوب الفنلندية الأوغرية، هم شعوب شمال شرق أوروبا وآسيا الشمالية وحوض الكاربات الذين يتحدثون اللغات الفنينية الأوغرية، أي المتحدثون بعائلة اللغات الأورالية باستثناء قبيلة ساموديك. يحاط العديد من الشعوب الفنلندية الأوغرية بمتحدثين بلغات تنتمي إلى عائلات لغوية أخرى. كان المفهوم الفنلندي الأوغري مفهومًا لغويًا في الأصل وليس إثني، ولكن نشأ شعور بالأخوة الإثنية بين الشعوب الناطقة بالفنلندية الأوغرية، وخاصةً فنلنديو البلطيق، خلال القرن العشرين.
يُعدّ المجريون (13-14 مليون)، والفنلنديون (6-7 مليون)، والإستونيون (1.1 مليون) والموردوفيون (744,000) أكبر أربعة شعوب فنلندية-أوغرية. يسكن أول ثلاثة في دول مستقلة -المجر وفنلندا وإستونيا- بينما تعتبر موردوفيا جمهورية داخل روسيا.
تعيش الشعوب الفنلندية الأوغرية الأخرى في جمهوريات مستقلة ذاتيًا داخل روسيا وهم: الكاريليون (جمهورية كاريليا)، والكوميون (جمهورية كومي)، والأدمورتيون (جمهورية أودمورتيا)، والمارييون (جمهورية ماري إل)، والموردوفيون (موكشا وإرزيا؛ جمهورية موردوفيا). يعيش شعبا خانتي ومانسي في أوكروغ خانتي-مانسي ذاتية الحكم الروسية. عاشت مجموعة الكومي الفرعية كومي-بيرماكس في أوكروغ كومي-بيرمياك ذاتية الحكم، لكن تعد هذه المنطقة اليوم منطقة ذات مركز خاص داخل بيرم كراي.
تقع المنطقة التقليدية لشعب سامي الأصلي في شمال المنطقة الفنلندية الإسكندنافية وشبه جزيرة كولا في شمال غرب روسيا وتُعرف باسم سابمي.

## المجتمعات الفنلندية الأوغرية الدولية
لطالما ارتبطت أصول اللغة وتاريخها بالهوية القومية، في بلدان فنلندا وإستونيا والمجر الفنلندية الأوغرية في التي تجد نفسها محاطة بمتحدثين بلغات غير مرتبطة. في عام 1992، نُظم المؤتمر العالمي الأول للشعوب الفنلندية الأوغرية في سيكتيفكار في جمهورية كومي في روسيا، والمؤتمر العالمي الثاني في عام 1996 في بودابست في المجر، والمؤتمر الثالث في عام 2000 في هلسنكي في فنلندا، والمؤتمر الرابع في عام 2004 في تالين في إستونيا، والمؤتمر الخامس في عام 2008 في خانتي مانسييسك في روسيا، والمؤتمر السادس في عام 2012 في سيوفوك في المجر. شمل أعضاء اللجنة الاستشارية للشعوب الفنلندية الأوغرية: الإرزيون، والإستونيون، والفنلنديون، والمجريون، والفنلنديون الإنغريون، والإنغريون، والكاريليون، والخانتيون، والكوميون، والمانسيون، والماريون، والموكشيون، والنينيتسيون، والكوميون البرميون، والساميون، والكاريليون التفيريون، والأدمورتيون، والفيبسيون، وكان المراقبون: ليفونيون وسيتويون.
استضاف الرئيس الروسي فلاديمير بوتين في عام 2007 المهرجان الأول للشعوب الفنلندية الأوغرية، وزارته الرئيسة الفنلندية تاريا هالونن ورئيس الوزراء المجري فيرينتس غورتشاني.

## أساطير شمال أوراسيا
كان للشامانية تأثير تاريخي مهم على أساطير شعوب شمال ووسط أوراسيا، بما فيها الشعوب المتحدثة بلغات العائلات اللغوية الأورالية والينيسية والتركية والمغولية والتونغوسية. توجد لدى الشعوب الفنلندية الأوغرية أساطير عن شجرة عالمية أو محور العالم، وتوجد أيضًا في الأساطير الهندية الأوروبية وأساطير أمريكا الشمالية، التي يعلوها نجم الشمال، في وسط العالم، ويحيط بها جدول، وعن فكرة أن النجوم كانت أرواحًا حيوانية، وفكرة عالم الموتى الموجود تحت الأرض الذي كان موطنًا للأرواح أيضًا، وعن نشّال الأرض: وهو طائر يطفو على المحيط الأبتدائي ويغوص لجلب الأرض.

## الوراثيات السكانية
أظهرت دراسة عن الوراثيات السكانية للبشر الناطقين باللغة الفنلندية الأوغرية في شمال أوراسيا التي أجريت بين عامي 2002 و2008 في قسم الطب الشرعي بجامعة هلسنكي أن معظم السكان الناطقين بالفنلندية الأوغرية لديهم خلط في تجمعات جينات غرب وشرق أوراسيا وانحراف وراثي وتأثيرات مؤسس متكررة. وجد أن السكان الناطقين باللغة الفنلندية الأوغرية في شمال أوراسيا هم مجموعة غير متجانسة وراثيًا وتظهر تنوعات أقل في النمط الفرداني مقارنةً بالسكان الجنوبيين. تمتلك المجموعات السكانية الناطقة باللغة الفنلندية الأوغرية في شمال أوراسيا صفات وراثية فريدة بسبب التغيرات الجنية المعقدة التي شكلتها الجينات الجزيئية والسكانية والتكيف مع مناطق شمال أوراسيا شبه القطبية والقطبية الشمالية.